# Стреляйте в пианиста
«Стреляйте в пианиста» (фр. Tirez sur le Pianiste) — чёрно-белый художественный фильм 1960 года, вторая полнометражная работа французского режиссёра Франсуа Трюффо.

## Сюжет
Пытаясь забыть о трагедии, произошедшей с его женой, некогда известный пианист Эдуар Сароян работает в баре«Byrrh» под именем Шарли Колера. Но его попытки скрыться от жизни безуспешны: Шарли влюбляется в официантку Лену. Комично робея при виде Лены, Шарли между тем с легкостью заводит интригу со своей соседкой-проституткой Клариссой.
В баре появляется Чико, брат Шарли, по пятам за которым гонятся двое гангстеров. Шарли не может отказать брату и помогает ему уйти от погони. Но он не подозревает, что теперь он невольно впутал в бандитские разборки не только себя, но и Лену, и своего младшего брата Фидо.

## В ролях
- Шарль Азнавур — Шарли Колер/Эдуар Сароян, пианист в баре
- Мари Дюбуа — Лена (Хелен), официантка в баре, любовница Эдуара
- Николь Берже — Тереза Сароян, официантка, жена Эдуара, покончила с собой
- Жан-Жак Асланян — Ричард Сароян
- Даниэль Буланже — Эрнест, гангстер
- Серж Даври — Плин, владелец бара
- Ришар Канаян — Фидо Сароян, младший брат Эдуара
- Клод Мансард — Момо, гангстер
- Альбер Реми — Чико Сароян, старший брат Эдуара
- Мишель Мерсье — Кларисса, соседка—проститутка
- Клод Эйманн — Ларс Шмеель, импресарио Эдуара
- Алекс Жоффе — прохожий, который помог Чико
- Боби Ляпуант — певец в баре
- Катрин Лутс — официантка по прозвищу Мэмми
- Лаура Пайет — нет в титрах
- Алис Саприч — консьержка, нет в титрах

## Съёмочная группа
- Режиссёр: Франсуа Трюффо
- Оператор: Рауль Кутар
- Сценарист: Франсуа Трюффо, Марсель Мусси
- Продюсер: Пьер Бронберже
- Монтажер: Сесиль Декуги, Клодин Буше
- Композитор: Жорж Делерю
- Художник: Жак Мели

## Вокруг фильма
Сценарий к фильму создавался на основе романа «Там, внизу» (1956) американского писателя Дэвида Гудиса, работающего в жанре нуар и был второй из экранизаций его романов. Съёмки фильма проходили в период с 30 ноября 1959 года по 22 января 1960 года в Париже, Леваллуа-Перре и в Гренобле. Премьера фильма состоялась 25 ноября 1960 года в Париже.
Перемешав в своем фильме триллер, мелодраму и чёрную комедию, Трюффо снял скорее пародию на гангстерские фильмы, некогда популярные в США в 1940-х годах, а не серьёзную экранизацию детектива. Криминальный сюжет служит для режиссёра фоном к рассказу о трагической любви, женщинах, славе и падению скромного аккомпаниатора, который когда-то был знаменитым музыкантом.